# Мыс (Унинский район)
Мыс — деревня в Унинском районе Кировской области.

## География
Располагается на расстоянии примерно 8 км по прямой на восток-северо-восток от райцентра поселка Уни.

## История
Известна с 1748 как починок Махневский, в 1764 здесь учтено было 13 жителей. В 1873 здесь учтено дворов 12 и жителей 101, в 1905 (уже деревня Махневская или Мысы) 23 и 150, в 1926 19 и 114, в 1950 16 и 76, в 1989 проживало 4 жителя. Настоящее название закрепилось с 1939 года. В 1930-х годах работал колхоз «Советский работник». До 2021 года входила в состав Унинского городского поселения до его упразднения.

## Население
Постоянное население  составляло 3 человека (русские 100%) в 2002 году, 3 в 2010.